# Aham
Aham è un comune tedesco di 1 902 abitanti, situato nel land della Baviera.